# Nina Fex
Nina Elsa Togner Fex, född Elsa Kristina Togner den 10 augusti 1969, i Lund, är en svensk skådespelare.
Fex studerade vid Teaterhögskolan i Stockholm 1988–1991. Därefter har hon varit engagerad vid Norrbottensteatern i Luleå, Malmö Dramatiska Teater, Hippodromen i Malmö och Dramaten. Hon tillhör Dramatens fasta ensemble.

## Filmografi
- 1998 – Vasagatan
- 2004 – Leka med elden (TV-film inspelad vid Dramatens uppsättning)
- 2009 – Morden (TV-serie)
- 2017–2019 – Enkelstöten (TV-serie)
- 2018 – Bonusfamiljen (TV-serie)
- 2018 – Livet på Dramaten (TV-serie)

## Teater

### Roller (ej komplett)
| År   | Roll                                                            | Produktion                                                                                                   | Regi                  | Teater                   |
| ---- | --------------------------------------------------------------- | --- | --------------------- | ------------------------ |
| 1992 | Oliver Twist                                                    | Oliver Twist Charles Dickens                                                                                 | Dag Norgård           | Norrbottensteatern       |
| 1994 | Regine Engstrand                                                | Gengångare (Gengangere) Henrik Ibsen                                                                         | Ronnie Hallgren       | Malmö Dramatiska Teater  |
| 1995 |                                                                 | Hamlet William Shakespeare                                                                                   | Staffan Valdemar Holm | Malmö Dramatiska Teater  |
| 2000 |                                                                 | Vår starke man - samhällets stöttepelare (Samfundets støtter) Henrik Ibsen                                   | Åsa Melldahl          | Malmö Dramatiska Teater  |
| 2000 | Fru Sörby                                                       | Vildanden Henrik Ibsen                                                                                       | Stefan Larsson        | Dramaten                 |
| 2003 | Dronten Grodlakejen Violen Larv i sovsäck Vita riddaren Ett får | Alice i Underlandet (Alice's Adventures in Wonderland) Lewis Carroll, Lucas Svensson och Ole Anders Tandberg | Ole Anders Tandberg   | Dramaten                 |
| 2004 | Nan Fei                                                         | Tre knivar från Wei Harry Martinson                                                                          | Staffan Valdemar Holm | Dramaten                 |
| 2007 | Fru Linde                                                       | Ett dockhem (Et Dukkehjem) Henrik Ibsen                                                                      | Sofia Jupither        | Dramaten                 |
| 2010 | Mouna Jafari Tzipi Livni Mairna Katif, en palestinsk kvinna     | Jerusalem 2010 Eva Bergman                                                                                   | Eva Bergman           | Dramaten                 |
| 2010 | Shadjar-ud-durr                                                 | Zéb-un-Nisá Willy Kyrklund                                                                                   | Karl Dunér            | Helsingborgs stadsteater |
| 2013 | Fru Blom Fru Nilsson                                            | Streber Stig Dagerman                                                                                        | Olle Jansson          | Dramaten                 |
| 2014 | Karin                                                           | Hej, det är jag igen Kristina Lugn                                                                           | Sara Giese            | Dramaten                 |
| 2015 | Sjuksyster Kaisa Arbetsförmedlingskvinna V:s fru Getto          | Mannen utan minne (Mies vailla menneisyyttä) Aki Kaurismäki                                                  | Nadja Weiss           | Dramaten                 |
| 2015 | Hanna Kennedy                                                   | Maria Stuart Friedrich Schiller                                                                              | Peter Konwitschny     | Dramaten                 |
| 2016 | Städerskan Olja Polis                                           | Pussy Riot Irena Kraus                                                                                       | Malin Stenberg        | Dramaten                 |
| 2016 | Lisbeth                                                         | I lodjurets timma Per Olov Enquist                                                                           | Johannes Holmen Dahl  | Dramaten                 |
| 2016 | Babsan (Babakina)                                               | Ivanov (Иванов) Anton Tjechov                                                                                | Alexander Mørk-Eidem  | Dramaten                 |
| 2017 |                                                                 | Stilla liv Lars Norén                                                                                        | Lars Norén            | Dramaten                 |
| 2017 | Mamman Strutsen Lilll Jägare Soldat                             | Det blåser på månen (The Wind on the Moon) Eric Linklater                                                    | Ellen Lamm            | Dramaten                 |
| 2018 |                                                                 | Det är det Inger Christensen                                                                                 | Anne Thulin           | Dramaten                 |
| 2018 | Tolken                                                          | En natt i den svenska sommaren Erland Josephson                                                              | Eirik Stubø           | Dramaten                 |
| 2018 |                                                                 | Lilla svansjön Claire Parsons                                                                                | Claire Parsons        | Dramaten                 |
| 2019 | Dotter till A och B                                             | Andante Lars Norén                                                                                           | Lars Norén            | Dramaten                 |
| 2020 | Orfeus                                                          | Orfeus och Eurydike Magnus Lindman                                                                           | Örjan Andersson       | Kungliga Operan          |
| 2021 |                                                                 | Den yttersta minuten Mattias Andersson                                                                       | Mattias Andersson     | Dramaten                 |
| 2023 | Fru Peachum                                                     | Tolvskillingsoperan (Die Dreigroschenoper) Bertolt Brecht och Kurt Weill                                     | Sofia Adrian Jupither | Dramaten                 |
| 2023 | Grannfrun                                                       | Den stora skrivboken (Le grand cahier) Ágota Kristóf                                                         | Sofia Jupither        | Dramaten                 |
| 2024 |                                                                 | Kärlek på svenska Irena Kraus och Nadja Weiss                                                                | Nadja Weiss           | Dramaten                 |
| 2025 | Fru Kristiansen (get) Sjuksköterska (rapphöna) Roxane           | Jefferson Jean-Claude Mourlevat                                                                              | Olle Törnqvist        | Dramaten                 |